# Kinešemskij rajon
Il Kinešemskij rajon (in russo Кинешемский район?) è un rajon dell'Oblast' di Ivanovo, nella Russia europea; il capoluogo è Kinešma, fra gli altri centri abitati si ricorda Navoloki. Istituito nel 1929, il rajon ricopre una superficie di 1.610 chilometri quadrati e nel 2010 ospitava una popolazione di circa 23.000 abitanti.